# Collège-lycée La Malgrange

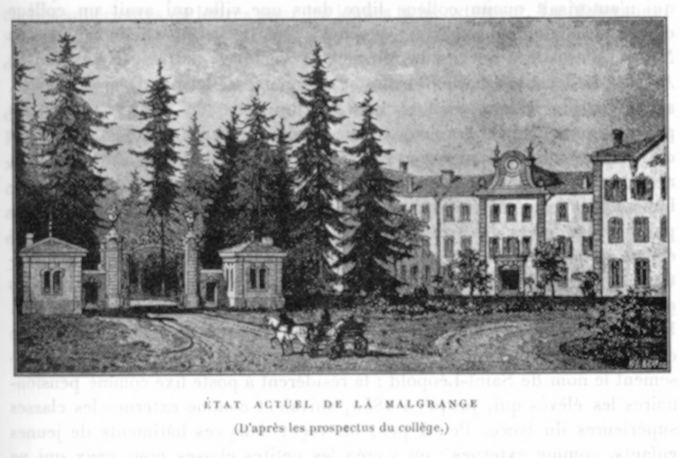
Gravure de La Malgrange tirée d'un ouvrage de 1909.
Elle est déjà présente sur le fascicule de présentation du collège de 1869 (archives de Meurthe et Moselle, cote 50 J / 42-12)

La Malgrange est un collège et lycée d'enseignement privé catholique sous contrat d'association avec l'État, situé à Jarville-la-Malgrange dans la région Grand Est.
Elle accueille des élèves de l'enseignement primaire au lycée.
L'établissement est situé N° 76 Avenue de la Malgrange, au centre-ville de Jarville-la-Malgrange.

## Accès
L'établissement est accessible en transports en commun par la ligne 14ex, les Corols et le bus scolaire 50 du réseau de bus Stan.

## Histoire
Le 5 janvier 1477, de ce lieu déjà appelé la Malgrange, le duc de Lorraine René II de Lorraine lança ses troupes à l'assaut des positions du grand duc d'Occident Charles le Téméraire et emporta la victoire.
En 1563, le Duc de Lorraine Charles III y bâtit un château. Celui-ci servit de résidence à sa femme Catherine de Bourbon, sœur du Roi Henri IV qui lui fit visiter en l'an 1603.
Détruit par les français en 1633 lors du Siège de Nancy par Richelieu, il fut reconstruit par le Duc Léopold 1er en 1711.
Le Château actuel fut bâti par Héré pour Sa Majesté polonaise, le Roi Stanislas Leszczynski en 1738.

## Personnalités liées à La Malgrange

### Élèves
La Malgrange et Saint-Sigisbert n'ayant pendant longtemps formé qu'une seule maison, l'association des anciens élèves de La Malgrange - Saint-Sigisbert conserve cette spécificité en ayant comme membres les élèves des deux écoles. Encore aujourd'hui, tout élève de La Malgrange ou de Saint-Sigisbert peut faire partie de cette association qui a compté et compte plusieurs personnalités telles :
- Maurice Barrès (1862-1923), écrivain et homme politique ;
- Louis Marin (1871-1960), député et ministre ;
- Henry Blahay (1869-1941), artiste peintre ;
- François Guillaume (né en 1932), député et ministre.

Autres anciens élèves célèbres :
- Jules Corrard des Essarts (1865-1911), député de Lunéville ;
- Louis Madelin (1871-1956), de l'Académie française ;
- Le comte Édouard de Warren (1871-1962), député et industriel ;
- François de Wendel (1874-1949), industriel, député et sénateur[6];
- Olivier Lorsac (1943-2023), de son vrai nom Olivier Lamotte d'Incamps, réalisateur et parolier.

### Enseignants
- Léon Vouaux (1870-1914), prêtre, mycologue, botaniste, professeur de littérature et de mathématiques, fusillé à Jarny le 26 août 1914. Son nom est inscrit au Panthéon parmi les 560 écrivains morts au champ d'honneur pendant la Première Guerre mondiale.

## Partenariat
À dater du vendredi 5 mai 2009, la Malgrange a officialisé un partenariat avec l'établissement allemand Ceciliengymnasium de Bielefeld, en présence des proviseurs des deux lycées, notamment du point de vue des échanges scolaires.